# ペナルティ (スポーツ用品)
ペナルティ (PENALTY) は、ブラジル連邦共和国で生まれたスポーツブランド。主にサッカーのユニフォームやシューズ、スパイクを手掛けているが、近年はバスケットボールやモータースポーツ分野にも進出している。

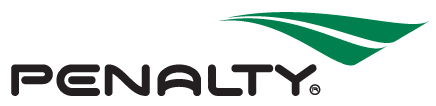
ロゴ

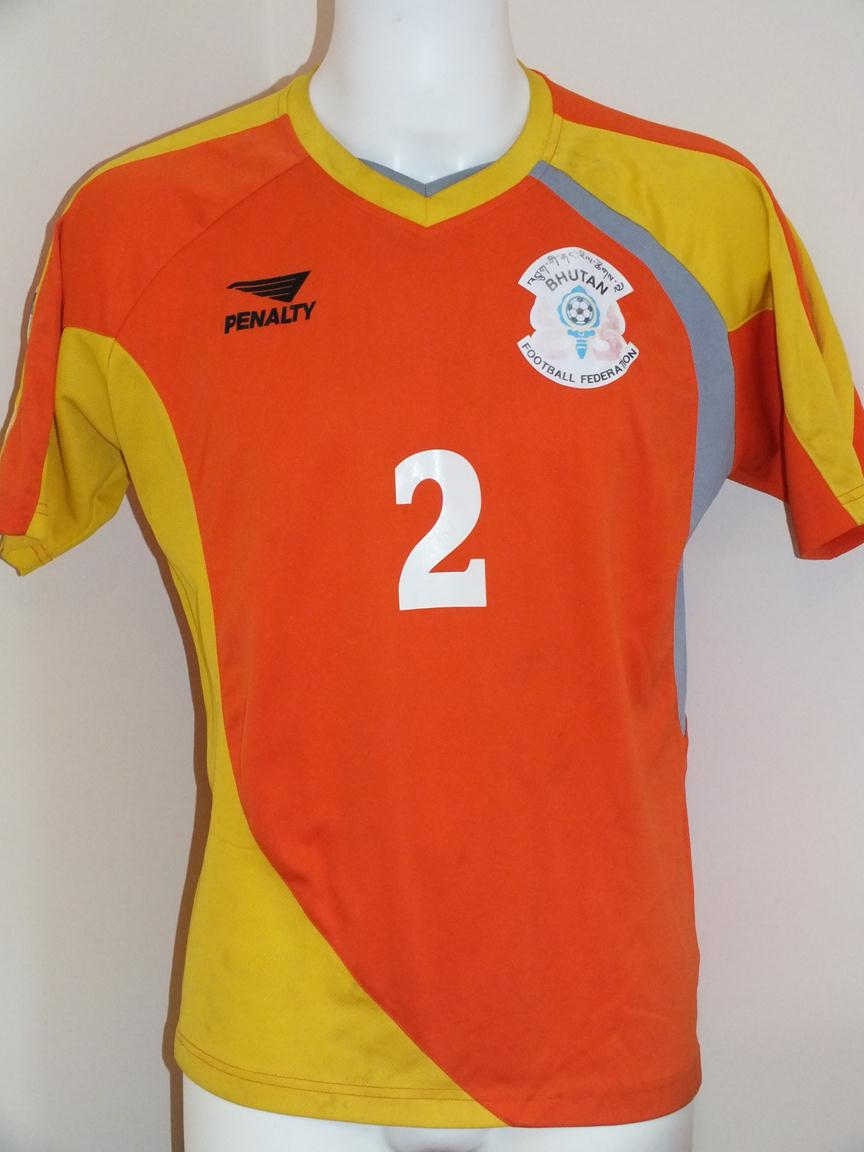
ペナルティ製のサッカーブータン代表のホームシャツ（2010年）

## 概要
1970年、ブラジル・サンパウロで誕生。サンパウロFCやグレミオなど、数々のクラブのオフィシャルサプライヤーを手掛けた実績をもつ。また、1971年から21年間、世界選手権で5度の優勝経験のあるフットサルブラジル代表とサプライヤー契約も締結。現在、ブラジル、日本、アルゼンチン、チリ、スペインを含む世界20か国でブランドを展開している。
日本では株式会社ウインスポーツが、1988年から国内での総販売代理店を務めている。同年、サンパウロFCなどのクラブユニフォーム（ブラジル製）販売を皮切りに日本へ進出。1990年にウインスポーツがブラジル・CAMBUCI.SA社とのライセンス契約を締結してからは、ブラジル製商品と同時に日本企画商品の販売も開始。2016年には日本におけるブランド商標権をCAMBUCI.SA社より取得し自社ブランド化した。

## サプライ契約クラブチーム
全国リーグに加盟経験のあるクラブのみ記載。

### 現在
- サッカー
  - 湘南ベルマーレ (J1リーグ) : 2012年 - [3]
  - ファジアーノ岡山 (J1リーグ) : 2010年 - [4]
  - モンテディオ山形 (J2リーグ) : 2019年 - [5]
  - AC長野パルセイロ (J3リーグ) : 2016年 - [6]
  - Y.S.C.C. (JFL) : 2025年 - [7]
- 女子サッカー
  - AC長野パルセイロ・レディース (WEリーグ) : 2022年 - [8][注 1]
  - 伊賀FCくノ一三重 (なでしこリーグ1部) : 2023年 - [9]
  - 大和シルフィード (なでしこリーグ1部) : 2013年 - [10][11]
  - 福岡J・アンクラス (なでしこリーグ2部) : 2023年 - [12]
  - ヴィアマテラス宮崎 (なでしこリーグ2部) : 不明 - [13]
- フットサル
  - 福岡県選抜チーム
  - 宮城県選抜チーム
- バスケットボール
  - 山形ワイヴァンズ (B2リーグ) : 2020年 - 2021年シーズンから[14]
  - 東京エクセレンス（現：横浜エクセレンス） (B3リーグ) : 2016年 - 2017年シーズンから[15]
  - 岩手ビッグブルズ (B3リーグ) : 2019年 - 2020年シーズンから[16]
  - 鹿児島レブナイズ (B3リーグ) : 2019年 - 2020年シーズンから[17]
- レーシングチーム
  - GAINER (SUPER GT・GT300クラス)

### 過去
- サッカー
  - 川崎フロンターレ (J1リーグ) : 1997年 - 1998年
  - V・ファーレン長崎 (J2リーグ) : 2012年 - 2013年
  - ブラウブリッツ秋田 (J2リーグ) : 2013年[18] - 2014年
  - FCマルヤス岡崎 (JFL) : 2016年[19] - 2018年
  - テゲバジャーロ宮崎 (J3リーグ) : 2015年 - 2020年
  - ギラヴァンツ北九州（J3リーグ） : 2020年[20] - 2023年
  - アスルクラロ沼津 (J3リーグ) : 2022年[21] - 2024年[22]
- バスケットボール
  - 愛媛オレンジバイキングス (Bリーグ)

### 注記
1. ↑  なでしこリーグに属していた2016年〜2021年にも契約を結んでいた。なおWEリーグ初年度の2021-2022シーズンはX-girlと契約。